# Бенедикт XV
Бенедикт XV (на латински: Benedictus PP. XV; на италиански: Benedetto XV), (21 ноември 1854 – 22 януари 1922) е римски папа от 3 септември 1914 г. до 22 януари 1922 г. Рожденото му име е Джакомо Паоло Джовани Батиста дела Киеза (на италиански: Giacomo Paolo Giovanni Battista della Chiesa). На папския престол наследява папа Пий X.